# Alive (Bee Gees-dal)
Az Alive című dal a Bee Gees együttes 1972 novemberében megjelent kislemeze. A londoni IBC Studiosban 1971. október 21-én rögzített dal a To Whom it May Concern nagylemez második kislemeze volt. Egyedül Ausztráliában került be a Top 10-be, ott a 4. helyig jutott. A kislemez B-oldalára a Paper Mache, Cabbages and Kings című szám került.

## A kislemez dalai
A-oldal
1. Alive (Barry, Robin és Maurice Gibb) – 4:03 (ének: Barry Gibb, Robin Gibb)

B-oldal
1. Paper Mache, Cabbages and Kings (Barry és Maurice Gibb) – 4:59 (ének: Barry Gibb)

## Közreműködők
- Barry Gibb – ének, gitár
- Maurice Gibb – ének, gitár, billentyűs hangszerek, basszusgitár
- Robin Gibb – ének
- Alan Kendall – gitár
- Geoff Bridgford – dob
- stúdiózenekar Bill Shepherd vezényletével
- hangmérnök – Mike Claydon, Damon Lyon-Shaw, Richard Manwaring, Andy Knight

## Top 10 helyezés
Alive: Ausztrália: #4.

## A kislemez megjelenése országonként
- Európa: Polydor 2058 304
- Ausztrália, Új-Zéland: Spin EK-4895
- USA, Kanada: Atco 45-6909
- Japán: Polydor DP-1893
- Dél-afrikai Köztársaság: Polydor PS 219
- Jugoszlávia RTB S53679